# William Wallace (futbolista)
William Semple Brown Wallace (nacido el 23 de junio de 1940) es un exjugador y entrenador de fútbol escocés.

## Trayectoria

### Carrera temprana
Comenzó su carrera como jugador senior con Stenhousemuir cuando era adolescente en 1958 (después de haber jugado junto a Jim Storrie en Kilsyth Rangers), mudándose a Raith Rovers un año después. Fue en Kirkcaldy donde "Wispy", como apodaron desarrolló su reputación como un cazador furtivo de goles de primera clase, y sus habilidades fueron recompensadas con un primer partido en la Liga escocesa.

### Hearts
La forma de Wallace atrajo la atención de los clubes más grandes, Heart of Midlothian finalmente gastó £ 15,000 para llevarlo a Edimburgo en abril de 1961. La mayor presión por el éxito en Tynecastle inicialmente redujo sus hazañas de puntuación, ya que se esperaba que reemplazara nada menos que a Alex Young, que el Hearts había vendido al Everton un par de meses antes. Sin embargo, para la temporada 1962–63, Wallace estaba completamente asentado en las tácticas del entrenador Tommy Walker, y se convertiría en el máximo goleador del club durante las próximas cuatro temporadas hasta 1965–66. Al hacerlo, ayudó al Hearts a ganar la Copa de la Liga de Escocia en 1962 y estuvo a punto de ganar el título de la Liga de fútbol escocesa de 1964–65, al tiempo que obtenía el pleno reconocimiento internacional para Escocia.
En 1966, sin embargo, su forma se desplomó y dejó de marcar goles y en medio de rumores de que otro club lo había aprovechado se anticipó ampliamente su salida de Tynecastle. La sorpresa fue que su destino no eran los favoritos de la infancia, los Rangers, sino su némesis, el Celtic, por quien Jock Stein pagó 30.000 libras esterlinas para asegurarse sus servicios. Jugó un total de 248 partidos con el Hearts en todas las competiciones, anotando 131 goles.

### Celtic
A los seis meses de unirse al Celtic, Wallace alcanzaría la inmortalidad del fútbol escocés, como uno de los "Leones de Lisboa", el famoso equipo que ganó la Copa de Europa en 1967. Más tarde formó parte del equipo que llegó a la final de la Copa de Europa de 1970 pero fue derrotado 2-1 por el Feyenoord. También ganó el campeonato de liga en cada una de las cuatro temporadas que estuvo en el club de Glasgow, además de la Copa de Escocia en 1967, 1969 y 1971 y la Copa de la Liga en 1968 y 1968 durante una era ampliamente considerada la más grande en la historia del club. En total, marcó 140 goles con el Celtic en 239 partidos.

### Carrera posterior
Después de cinco años fructíferos con el Celtic, Wallace y su compañero de equipo John Hughes fueron vendidos al Crystal Palace en octubre de 1971 por una tarifa combinada de 30.000 libras esterlinas. Ninguno disfrutó de un gran éxito en Croydon y Wallace regresó a Escocia con Dumbarton menos de un año después. Cuando su carrera terminó, se mudó a Australia en marzo de 1975 para jugar en el APIA Leichhardt, donde ganó dos títulos de liga antes de regresar a Escocia en marzo de 1977, primero al Partick Thistle durante una semana, antes de convertirse en jugador-entrenador en el Ross County para el resto de la temporada 1976–77.

## Selección nacional
En total fue internacional siete veces con Escocia y cuatro veces con la Scottish Football League XI. Formó parte del equipo de Escocia que derrotó a Inglaterra en Wembley en 1967.

## Carrera después de la jubilación
Al retirarse como jugador en junio de 1977, se unió al cuerpo técnico del Dundee. Cuando terminó este rol, regresó al APIA como entrenador, finalmente se instaló en Sídney y abrió su propia tienda de deportes.
En 2008, murió Tommy Burns, exjugador y entrenador del Celtic; Wallace ayudó a organizar un partido tributo jugado el 31 de mayo de 2009 en Celtic Park, al que asistieron más de 35.000 personas. El equipo celta de la época derrotó al equipo Tommy Burns Select 11–4. En julio del mismo año, Wallace organizó un partido amistoso en Australia (donde había vivido durante los últimos 30 años) entre el Celtic y el club profesional local Brisbane Roar. El Celtic ganó 3-0.